# Dmitri Markov
Pour les articles homonymes, voir Markov.
Ne doit pas être confondu avec Dmitry Markov.
Dmitri Markov (né Дзмітрый Маркаў, Dzmitryy Markau, le 14 mars 1975 à Vitebsk, alors en Union soviétique et aujourd'hui en Biélorussie) est un athlète australien (depuis 1999), spécialiste du saut à la perche. Il détient le record d'Océanie, en ayant franchi 6,05 mètres le 9 août 2001 lors des Championnats du monde d'athlétisme à Edmonton.

## Biographie
Il détient le record biélorusse avec 6,00 mètres franchi en 1998.
Il émigre en avril 1997 vers l'Australie et obtient la nationalité australienne en mai 1999.
Avec 6,05 mètres en plein air (comme Maksim Tarasov, Renaud Lavillenie), il détient temporairement la quatrième plus haute barre franchie en plein air de l'histoire derrière Sergueï Bubka à 6,14 m, Mondo Duplantis (6,07 m) et Sam Kendricks (6,06 m).
Le 28 Février 2007, il annonce qu'il est contraint de prendre sa retraite en raison d’une blessure chronique au pied.

## Palmarès

### Championnats du monde d'athlétisme
- Championnats du monde d'athlétisme 1999 à Séville ( Espagne)
  -  Médaille d'argent au saut à la perche avec un saut à 5,90 m derrière le russe Maksim Tarasov qui établit le record des championnats (6,02 m)
- Championnats du monde d'athlétisme 2001 à Edmonton ( Canada)
  -  Médaille d'or au saut à la perche avec le record des championnats : 6,05 m (RC)

### Jeux du Commonwealth
- Jeux du Commonwealth de 2002 à Manchester ( Angleterre)
  - 4e au saut à la perche
- Jeux du Commonwealth de 2006 à Melbourne ( Australie)
  -  Médaille d'argent au saut à la perche